# Альбепьер-Бредон
Альбепье́р-Бредо́н (фр. Albepierre-Bredons, окс. Alba Pèira e Bredòm) — коммуна во Франции, находится в регионе Овернь. Департамент — Канталь. Входит в состав кантона Мюра. Округ коммуны — Сен-Флур.
Код INSEE коммуны — 15025.
Коммуна расположена приблизительно в 430 км к югу от Парижа, в 85 км южнее Клермон-Феррана, в 36 км к северо-востоку от Орийака.

## Население
Население коммуны на 2008 год составляло 218 человек.
| 1962 | 1968 | 1975 | 1982 | 1990 | 1999 | 2008 |
| ---- | ---- | ---- | ---- | ---- | ---- | ---- |
| 442  | 366  | 322  | 281  | 266  | 237  | 218  |

## Экономика
В 2007 году среди 128 человек в трудоспособном возрасте (15—64 лет) 97 были экономически активными, 31 — неактивными (показатель активности — 75,8 %, в 1999 году было 73,5 %). Из 97 активных работали 92 человека (53 мужчины и 39 женщин), безработных было 5 (2 мужчин и 3 женщины). Среди 31 неактивных 9 человек были учениками или студентами, 15 — пенсионерами, 7 были неактивными по другим причинам.

## Достопримечательности
- Средневековый фонтан. Памятник истории с 1987 года[3]
- Церковь Сен-Пьер[фр.] (XI—XII века). Памятник истории с 1987 года[4]
- Придорожное распятие (XV век). Памятник истории с 1931 года[5]

## Фотогалерея

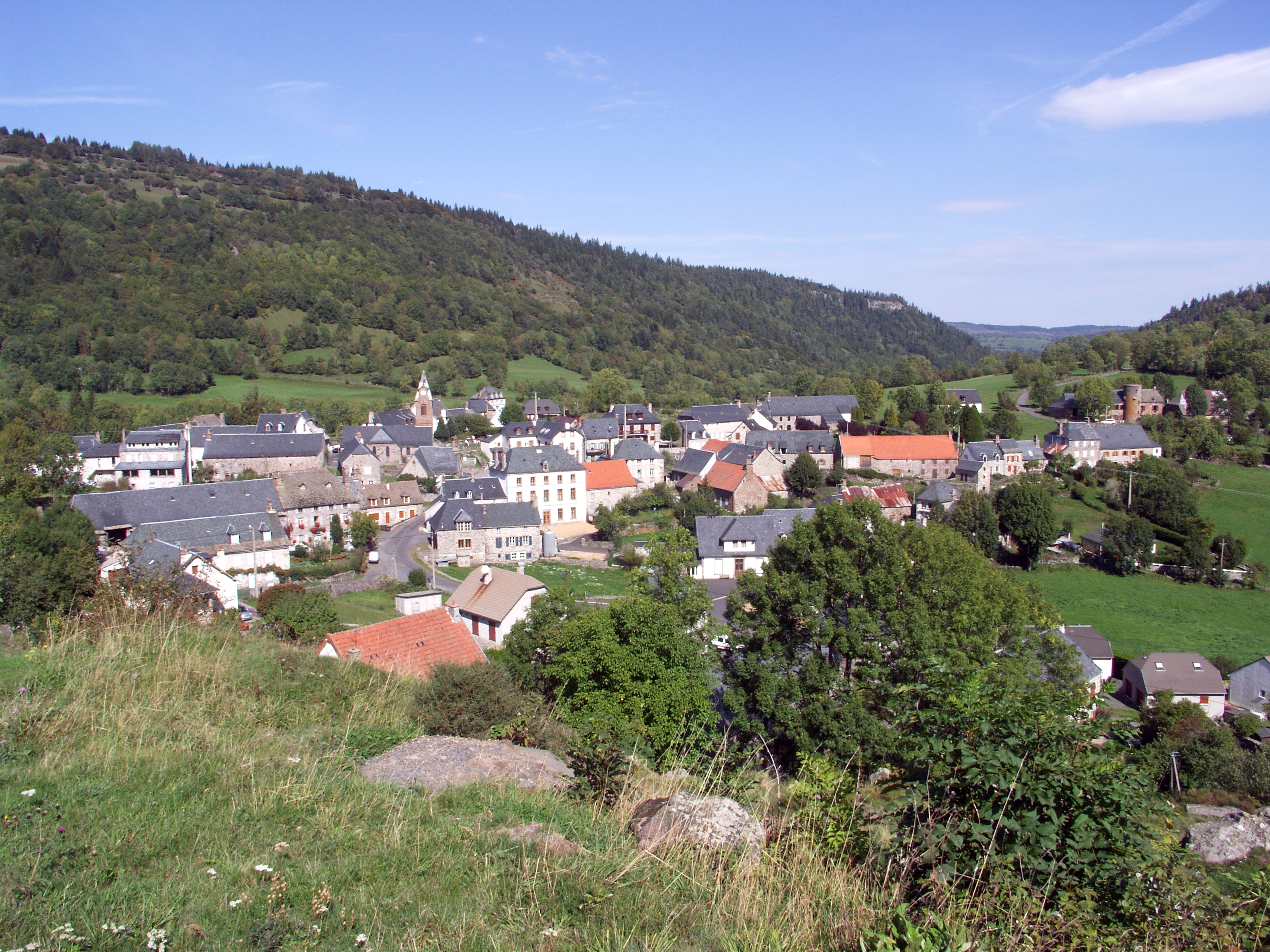
Альбепьер-Бредон
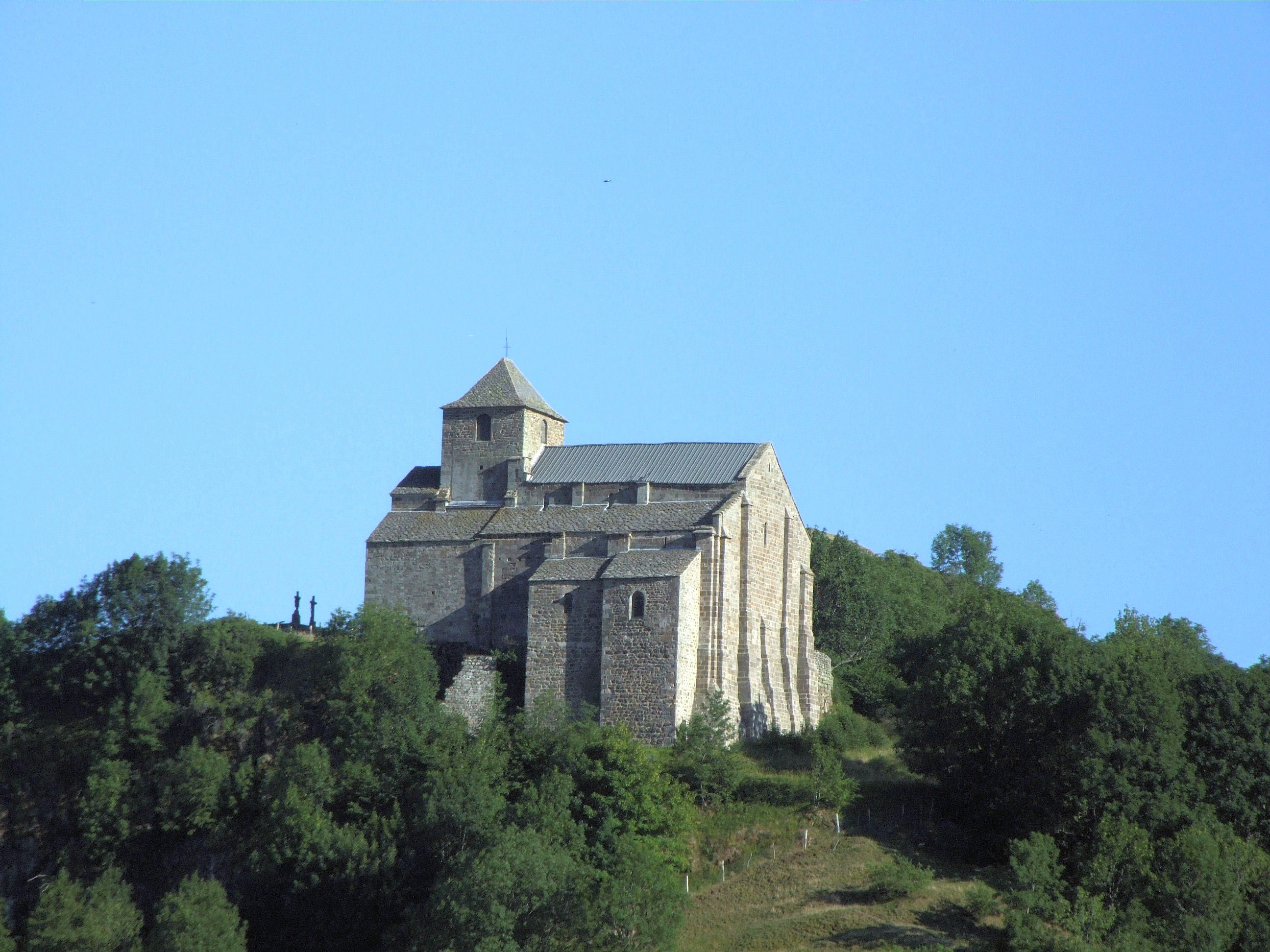
Церковь Сен-Пьер
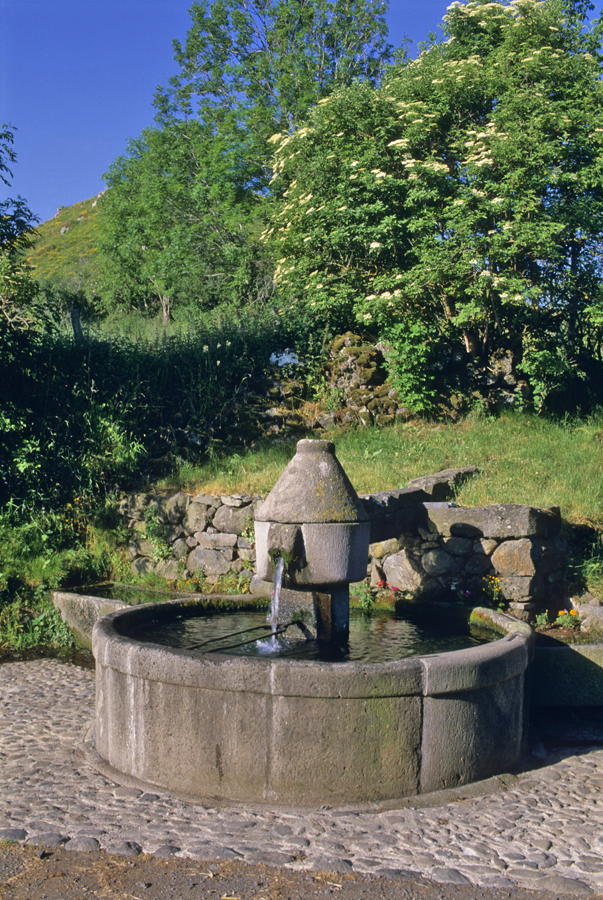
Фонтан
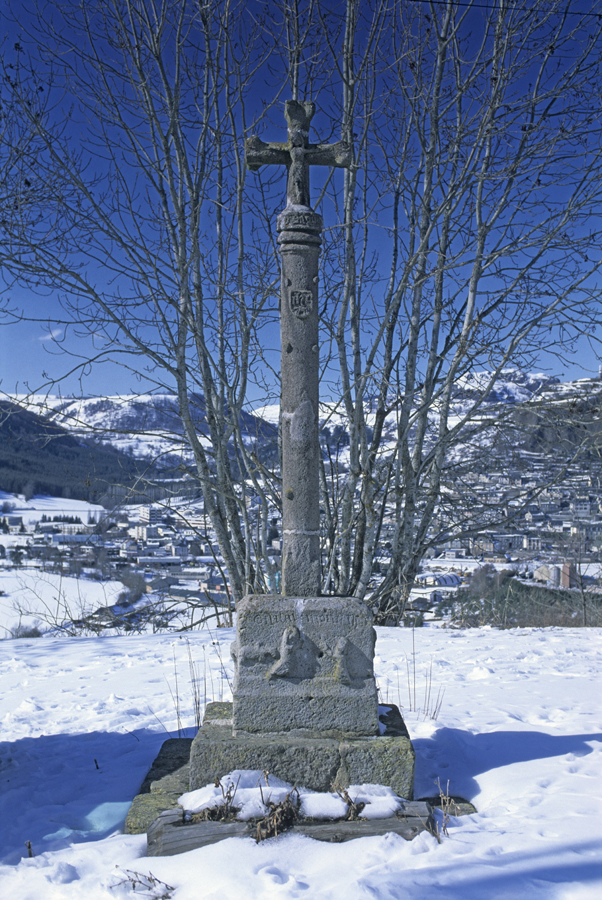
Придорожное распятие